# Scientific Reports
Scientific Reports（サイエンティフィック・リポーツ）は、ネイチャー・リサーチ社によって刊行されているオンラインでオープンアクセスの学術雑誌である。自然科学のすべての分野を網羅しており、論文の重要性やインパクトではなく、科学的正当性のみを評価することを目的としている。 
2016年8月23日に学術出版協会のブログは、Scientific Reports が PLOS ONE を抜いて世界最大の学術雑誌になるのではないかという見解を示していた。翌月には実際に世界最大の学術雑誌となり、そのことは2017年前期に確認された。 

## 抄録と索引
本誌のすべての掲載論文は、Chemical Abstracts Service、Science Citation Indexで抄録と索引を作成、Index Medicus、MEDLINE、PubMedでは一部の論文の抄録と索引を掲載している。Journal Citation Reports によれば、本誌の2018年のインパクトファクターは4.525である。 

## 査読
Scientific Reports は、論文掲載料に基づくビジネスモデルで成立しており、概念上PLOS ONE と似た、メガジャーナルとみなされている。本誌の編集委員会は委員数千人と規模が非常に大きい。査読モデルとして、受理される論文は「方法論と分析が科学的に正当で、技術的にしっかりとしていなければなら」ず、査読者は論文を「自身の感じる重要性やインパクトで評価していない」ことを確実にする必要がある、という2点の規準を採用しているが、この手法は疑問視されている。リトラクション・ウォッチが伝えるところによれば、複製・改竄された画像を含む2016年の論文が査読で看過されてしまったことも批判を招いた。最終的にこの論文は、2016年6月に撤回された。 
編集者のマーク・マスリン (Mark Maslin) は、追加料金を支払うことで生物学論文の査読を優先的に行う試験プログラムを導入したことで、辞任に追い込まれた。このプログラムは、1か月間続いた。 

## 騒動
2017年11月、盗作があった2016年の論文を撤回しなかったために、19人の編集委員が辞任した。最終的に、この論文は2018年3月に撤回された。 
2018年に公開された論文は、ホメオパシー治療がラットの痛みを緩和すると主張していた。科学界はすぐさま非難したが、撤回されたのはそれから8か月後であった。